# Guvernoratul Tubas
Guvernoratul Tubas (Arabă: محافظة طوباس) este un district administrativ al Autorității Palestiniene din nord-estul Cisiordaniei. Capitala sau muhfaza este orașul Tubas. În 2007, populația era de 50,267 de locuitori.

## Localități
Există 23 de localități aflate sub jurizdicția guvernoratului.

### Orașe
- Tubas

### Municipalități
- 'Aqqaba
- Tammun

### Consilii sătești
- Bardala
- Ein al-Beida
- Kardala
- Ras al-Far'a
- Tayasir
- Wadi al-Far'a

### Adunări sătești
- al-Bikai'a

### Tabără de refugiat
- Far'a